# Viện trợ dinh dưỡng cho Puerto Rico

Chương trình viện trợ dinh dưỡng cho Puerto Rico là một chương trình hỗ trợ liên bang của Bộ Nông nghiệp Hoa Kỳ.

Chương trình viện trợ dinh dưỡng cho Puerto Rico viết tắt tiếng Anh NAP là một chương trình trợ giúp liên bang về dinh dưỡng do Bộ Nông nghiệp Hoa Kỳ cấp riêng cho Khối thịnh vượng chung Puerto Rico, một xứ tự trị độc lập của Hoa Kỳ. Chương trình viện trợ này đã cấp hơn 1,5 tỷ dollar Mỹ dưới dạng nguồn cung cấp kinh tế miễn phí để giúp cho hơn 1 triêu dân nghèo khó đảm bảo được nhu cầu dinh dưỡng của họ. Chương trình này có tên gọi thông dụng ở Puerto Rico là Programa de Asistencia Nutricional, PAN, hay Cupones trong tiếng Tây Ban Nha, và dựa vào, dù không phải trực tiếp, chương trình tem lương thực quốc gia của Bộ Nông nghiệp Mỹ (tiếng Anh: Food Stamp Program).
Kể từ khi bắt đầu năm 1982, chương trình này đã cung cấp tiền mặt cho các gia đình có thu nhập thấp sống ở Puerto Rico để mua thực phẩm. Đây là một nỗ lực chung giữa Bộ Nông nghiệp Mỹ và chính quyền đảo này. Dù cho cách cung cấp hỗ trợ thay đổi qua các năm, nhưng mục đích ban đầu thì không thay đổi.
Tuy nhiên chương trình này vẫn gây tranh cãi kể từ khi ra đời. Các cuộc đánh giá liên bang đã cho tháy nhiều khiếm khuyết trong việc quản lý và điều hành chương trình này, và đòi hỏi nhiều thay đổi. Cũng có nhiều ý kiến phê bình và ủng hộ từ Puerto Rico và Hoa Kỳ về tính hiệu quả của chương trình này trong việc giúp đỡ các gia đình nghèo cũng như ảnh hưởng của nó lên nền kinh tế và các tầng lớp xã hội của Puerto Rico.